# Гімн Норвегії
Ja, vi elsker dette landet (укр. Так, ми любимо цей край) — національний гімн Норвегії. Слова гімну написав Б'єрнстьєрне Б'єрнсон у період між 1859 та 1868 роками. У 1864 році музику до гімну написав Рікард Нордрок. Вперше публічно зіграна 17 травня 1864 року з нагоди святкування 50-ї річниці прийняття Конституції. Зазвичай співаються перший та останні два куплети.

## Історія тексту
Влітку 1859 року Бьорнсон провів пару місяців у Вернерсгольмі, маєтку під Бергеном, зі своїм другом Георгом Кроном. Там, крім віршу, він завершив роман «Арне», для якого першопочатково і призначався майбутній гімн. Власне, пісня створювалася в кілька етапів, у ногу з розвитком норвезьких національних і незалежницьких настроїв. Зокрема найранішня версія 1859 року виникла внаслідок кризи у відносинах між Норвегією і Швецією. В той час існувала невизначеність навколо призначення королем обох країн Карла XV. Норвежці не хотіли такого розвитку подій, оскільки він, на їхню думку, підкреслював панівне становище Швеції і неповноцінність їх власної країни.

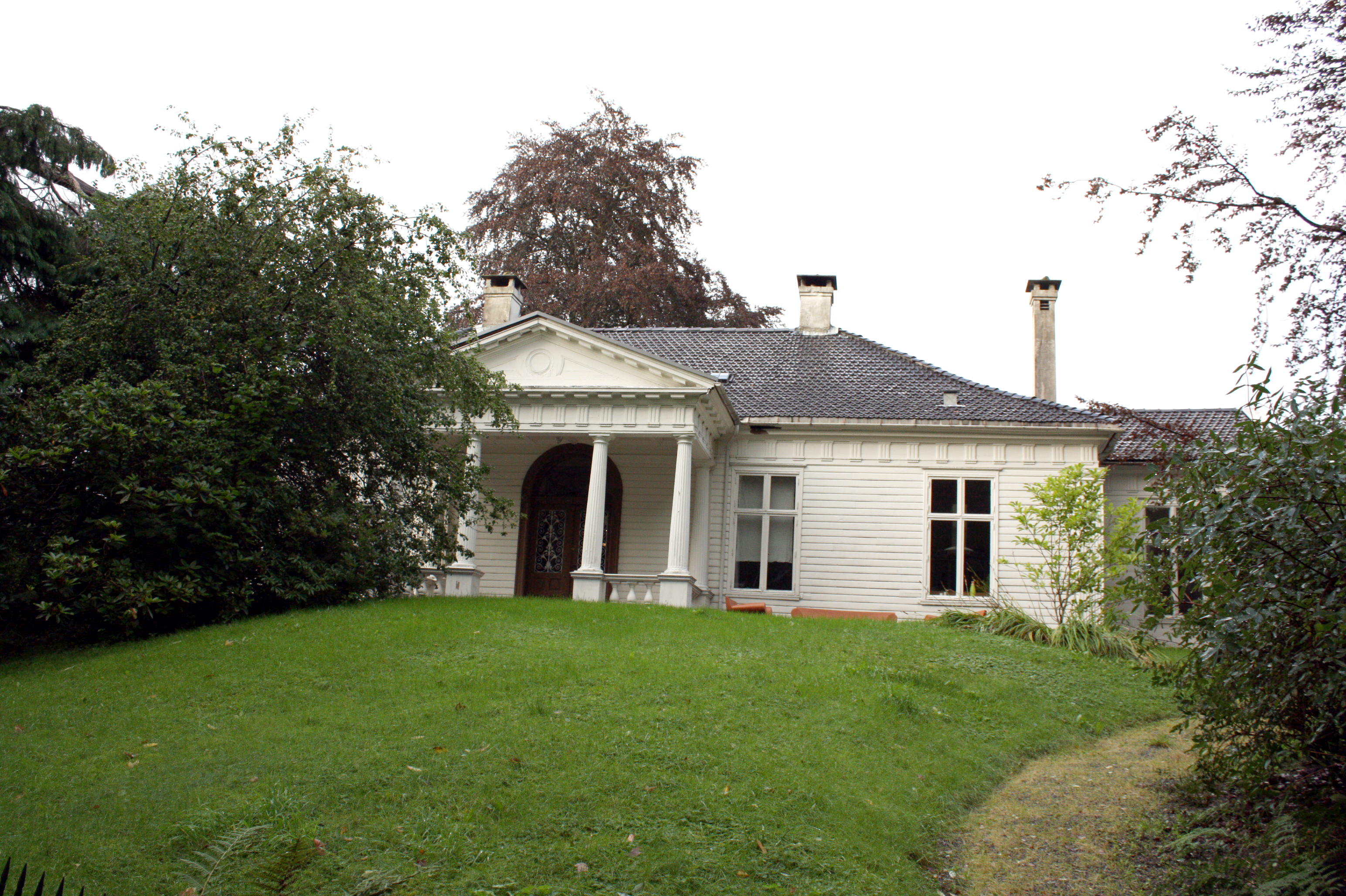
Вернерсгольм під Бергеном

У той час Б'єрнсон був політичним редактором ліберальної газети Aftenbladet. Коли восени 1859 року король Карл XV приїхав до Крістіанії, щоб відкрити новообраний Стортинг, 1 жовтня Б'єрнсон анонімно опублікував на першій сторінці газети вірш «Norsk Fædrelandssang tilegnet Norges Konge Hans Majestæt Kong Karl». Там не йшлося про короля Норвегії та Швеції, що підкреслювало погляд поета на незалежність вітчизни. У цій формі вірш містив строфу, в якій Б'єрнсон просив короля захистити незалежність Норвегії в рамках союзу.
Невдовзі, у 1864 році, розгорівся старий конфлікт між Данією та Пруссією через данські герцогства Шлезвіг і Гольштейн. Тепер Б'єрнсон переробив вірш і зробив його внесок у дискусію. Серед іншого він видалив строфу про короля Карла, змінив назву на «Fædrelandssang» і додав дві нові строфи про важливість скандинавської єдності та примирення. Вірш було надруковано в Illustreret Nyhedsblad 20 грудня 1863 року, де є рядки «nu vi står tre brødre sammen, / og skal sådan stå». Рукопис, на якому базується ця версія, є єдиною відомою версією державного гімну, сьогодні вона належить бібліотеці Гуннеруса, університетській бібліотеці в Тронгеймі.
У 1860-х роках конфлікт у норвезько-шведському союзі спалахнув знову, пов’язаний зі спробами як Швеції, так і Норвегії переглянути норвезьку конституцію в більш сприятливому для себе напрямку. Протест Б'єрнсона проти таких тенденцій був, серед іншого, у формі віршів. Коли він опублікував свою єдину збірку віршів «Digte og Sange» у 1870 році, книжка також містила попередній патріотичний вірш у новій версії. Тут Б'єрнсон ще раз наголошує на бажанні норвежців захищати мир і свободу країни, водночас кажучи, що «ми краще спалимо країну, ніж побачимо її падіння». Саме ця третя основна версія, що складається з восьми строф, стала національним гімном Норвегії. Остання адаптація Б'єрнсона була надрукована в «Digte og Sange» у 1904 році під назвою «Sang for Norge».
Сучасна версія гімну дещо відрізняється від оригінальної, адже Б'єрнстьєрне Б'єрнсон написав її норвезькою свого часу, яка мала багато спільного з данською. З того часу букмол пройшов через декілька стадій реформ, тому сучасний варіант має деякі відмінності, хоч і зберігає архаїстичні риси.

## Текст гімну
| 1. Ja, vi elsker dette landet, som det stiger frem, furet, værbitt over vannet, med de tusen hjem. Elsker, elsker det og tenker på vår far og mor. Og den saganatt som senker drømme på vår jord. Og den saganatt som senker, senker drømme på vår jord. 2. Dette landet Harald berget med sin kjemperad, dette landet Håkon verget medens Øyvind kvad; Olav på det landet malte korset med sitt blod, fra dets høye Sverre talte Roma midt imot. 3. Bønder sine økser brynte hvor en hær dro frem, Tordenskiold langs kysten lynte, så den lystes hjem. Kvinner selv stod opp og strede som de vare menn; andre kunne bare grede, men det kom igjen! 4. Visstnok var vi ikke mange, men vi strakk dog til, da vi prøvdes noen gange, og det stod på spill; ti vi heller landet brente enn det kom til fall; husker bare hva som hendte ned på Fredrikshald! | 5. Hårde tider har vi døyet, ble til sist forstøtt; men i verste nød blåøyet frihet ble oss født. Det gav faderkraft å bære hungersnød og krig, det gav døden selv sin ære - og det gav forlik. 6. Fienden sitt våpen kastet, opp visiret for, vi med undren mot ham hastet, ti han var vår bror. Drevne frem på stand av skammen gikk vi søderpå; nu vi står tre brødre sammen, og skal sådan stå! 7. Norske mann i hus og hytte, takk din store Gud! Landet ville han beskytte, skjønt det mørkt så ut. Alt hva fedrene har kjempet, mødrene har grett, har den Herre stille lempet så vi vant vår rett. 8. Ja, vi elsker dette landet, som det stiger frem, furet, værbitt over vannet, med de tusen hjem. Og som fedres kamp har hevet det av nød til seir, også vi, når det blir krevet, for dets fred slår leir. |